# زوران پریموراتس
زوران پریموراک (انگلیسی: Zoran Primorac؛ زادهٔ ۱۰ مهٔ ۱۹۶۹) یک بازیکن تنیس روی میز اهل کرواسی بود.
وی در مسابقات کشوری و بین‌المللی در مجموع برنده ۲ مدال طلا، ۱۲ مدال نقره، ۱۱ مدال برنز شده‌است.
پریموراک در ۱۹۹۲ توانست والدنر قهرمان المپیک همان سال را شکست دهد و به رنک ۲ جهان سعود کند.
در 2002 world champion در کمال ناباوری زوران از کالینیکوس کرینگا ۴ بر ۳ می‌بازد و از مسابقات حذف می‌شود. نا گفته نمونه در آن مسابقه تیموبل اول، کالینیکوس کرینگا دوم و والدنر سوم می‌شود.